# Zadlaz - Čadrg
Zadlaz - Čadrg je naselje v Občini Tolmin. Pravopisno pravilno ime je Zadlaz pri Čadrgu.